# Histamina
La histamina és una amina biològica involucrada en respostes immunes locals; també regula funcions fisiològiques a l'estómac i actua com a neurotransmissor. Una nova evidència indica que la histamina també fa una funció en la quimiotaxi de leucòcits.
Se sap, des de la dècada de 1950, que la histamina està en el cervell, però fins fa poc no se sabia el seu paper. Les funcions fora del sistema nerviós han estat un impediment per pensar que era un neurotransmissor. És sintetitzada i alliberada per neurones del sistema nerviós central que utilitzen la histamina com a neuromodulador. Fora del sistema nerviós central és un mediador de medis fisiològics.

## Síntesi i metabolisme
La histamina és una amina composta per un anell imidazòlic i un grup etilamino com a cadena lateral. Químicament la histamina és 2-(4-imidazol) etilamina i la fórmula empírica és C₅H9N₃. És el producte de la descarboxilació de l'aminoàcid histidina, una reacció que és catalitzada per l'enzim L-histidin descarboxilasa. És una amina hidròfila vasoactiva (d'aquí en prové el nom). Una vegada formada, la histamina s'emmagatzema o s'inactiva ràpidament. La histamina és catabolitzada per la histamina-N-metiltranferasa i la diamina-oxidasa, i possiblement és capturada per algun transportador. Algunes formes d'intoxicació per menjar es deuen a la conversió d'histidina en histamina en el menjar descompost o mal refrigerat, com el peix. La histamina ajuda a la resposta inflamatòria del sistema immunològic.

## Síntesi
Les neurones que sintetitzen i alliberen histamina són les del nucli tuberomamil·lar i el nucli posterior de l'hipotàlem. Sense ser neurones, els mastòcits i les cèl·lules de l'endoteli vascular també sintetitzen i emmagatzemem histamina. La síntesi d'histamina es produeix a partir de l'aminoàcid L-histidina, catalitzada per la HDC (Histidina descarboxilasa). La síntesi està regulada per la presència d'histidina en el medi. La HDC, probablement no estigui saturada, ja que la km≈0,1 mM. La HDC és modulada per la proteïna-cinasa A. Es projecta a quasi totes les regions del cervell, des del bulb olfactori a la medul·la espinal.

## Regulació
La histidina també té un control negatiu de la mateixa síntesi, mitjançant autoreceptors H3c. El sistema de recaptació s'ha identificat en els terminals axònics, dendrítics i recentment es creu que existeix una participació de les cèl·lules glials, durant els experiments fets amb rates. Hi ha dos enzims que participen en el catabolisme de la histamina, que són la HMT (histamina metil-transferasa) i la DAO (diamino oxidasa). Dels dos enzims, la que s'expressa en el sistema nerviós central és la HMT. La DAO és la principal fora del sistema nerviós central. La histamina neuronal, la qual té un paper important com a neuromodulador o neurotransmissor, té una regulació ràpida, mentre que la histamina dels mastòcits és lenta en la seva regulació.

## Funcions fisiològiques de la histamina

### Importància en les respostes al·lèrgiques
La histamina intervé decisivament en les reaccions d'hipersensibilitat immediata i al·lèrgica.
Com a part de la resposta al·lèrgica a un antigen es generen anticossos (IgE), que s'uneixen a la superfície de les cèl·lules encebades i els basòfils a través de receptors Fc de gran afinitat, que són específics de la IgE.
Les persones atòpiques generen anticossos del tipus IgE contra antígens comunament inhalats; constitueix una característica hereditària i s'ha identificat un “possible producte gènic”.
La histamina és considerada com un modulador tant de la resposta immune humoral com de la cel·lular, així com el major mediador de reaccions d'hipersensibilitat immediates. En el cervell, hi ha almenys dos tipus de cèl·lules que emmagatzemen histamina: les neurones i els mastòcits. Els mastòcits en el sistema nerviós central contenen una extraordinària varietat de mediadors químics, incloent histamina, serotonina (5-HT), karicreina i factor alfa de necrosis tumoral, els quals poden augmentar la permeabilitat mircrovascular, el rolling dels leucòcits, adhesió o extravasació de cèl·lules inflamatòries en el cervell i la medul·la espinal. Aquests esdeveniments són importants en moltes malalties inflamatòries del Sistema Nerviós Central, tal com encefalomielitis i esclerosi múltiple. A més, la histamina, la bradiquina, eicosanoides i radicals lliures són també secretats després d'un trauma, isquèmia, epilèpsies i inflamacions.

### Alliberament d'altres autocoïdes
Quan s'allibera la histamina s'alliberen tota una gamma de mediadors de la inflamació quan s'activen les cèl·lules encebades. L ‘estimulació dels receptors IgE també activa la fosfolipasa A2, el que fa que sorgeixin diversos mediadors que inclouen el factor activador de plaquetes i metabòlits d'àcid araquidònic. El leucotriè D4, generat per aquesta via és un potent constrictor de la musculatura llisa de l'arbre bronquial. Les cinines també són generades durant algunes reaccions al·lèrgiques; així com altres composts que contribueixen a la reacció al·lèrgica.

### Alliberament d'histamina per acció de fàrmacs, pèptids, toxines i altres agents
Moltes substàncies inciten a l'alliberament d'histamina de les cèl·lules encebades de manera directa i sense sensibilització prèvia.
El fenomen té molta importància clínica perquè pot explicar reaccions anafilàctiques inesperades. “La síndrome de l'Home vermell”, induït per vancomicina i que afecta a la meitat superior del cos amb hiperèmia facial i hipotensió pot ser que sigui mediat, en part, per l'alliberament d'histamina. Pocs segons després de la injecció intravenosa d'un alliberador d'histamina apareix una sensació ardorosa i ruïjinosa; aquest efecte més intens en les palmes de les mans, a la cara, a la pell del cap i les orelles, és seguit per la sensació de calor intensa. La pell es torna vermella i el rubor s'escampa cap al tronc. Disminueix la pressió arterial, augmenta la freqüència cardíaca i el pacient s'acostuma a queixar de mal de cap. Al cap d'uns minuts la pressió arterial es normalitza i apareixen pàpules en les regions de la pell envermellida. També es presenten còlics, nàusees, hipersecreció d'àcids i broncospasme moderat.

### La secreció d'àcid de l'estómac
Quan actua la histamina en els receptors H2, és un potent segratogog gàstric que desencadena la secreció abundant d'àcid per les cèl·lules parietals, també intensifica la generació de pepsina i un factor intrínsec.

### Sistema nerviós central
Existeixen nombroses proves que la histamina és un neurotransmissor en el sistema nerviós central. Augmenta l'estat de vigília per mitjà dels receptors H1, la qual cosa explica la capacitat sedant dels antihistamínics clàssics, quan actuen sobre els receptors H1 inhibeixen la gana. Pareix que quan actuen sobre els receptors H1 i H2 la histamina intervé en la regulació del consum de líquids, temperatura corporal i secreció de l'hormona antidiürètica, així com en el control de la pressió arterial i la percepció del dolor.

## Efectes farmacològics

### Acoblament receptor-efecte i mecanisme d'acció
Els receptors histamínics són receptors acoblats a la proteïna G:
- Els receptors H1 histamínics s'acoblen a Gq/11,activant així la via PCL-IP3-CA, induint a l'acció de la proteincinasa C I als enzims dependents de calci I calmodulina, està associat a fenòmens al·lèrgics.
- Els H2 s'uneixen a la proteïna Gs, la qual activa la via de adenilciclasa-AMP cíclic-proteincinasa A.
- En canvi, els H3 i H4 s'acoblen a GI/O per activar l'adenilciclasa, l'activació dels receptors de H4 tenen la capacitat de mobilitzar el calci emmagatzemat en algunes cèl·lules.

Dins del seu entorn fisiològic, la cèl·lula histamínica està exposada a innumerables hormones, cosa que li permet realitzar interaccions rellevants entre les vies de senyals com la de tipus creuat Gq → Gs. Degut als diferents subtipus de receptor d'histamina i els distints patrons de sensibilitat en la resposta efecte-receptor, es generen reaccions cel·lulars paral·leles i antagòniques que compliquen la interpretació de la resposta global d'un teixit. Els receptors H1 i H2 estan àmpliament distribuïts en la perifèria i el sistema nerviós central, els H3 estan circumscrits en gran manera al SNC, els receptors H4 s'han clonat a les cèl·lules d'origen hematopoètic. En el SNC els receptors d'adenosina A1 inhibeix la generació de dos missatgers a través dels receptors H1, un mecanisme possible seria la interacció entre proteïnes G. S'ha observat que la histamina produeix dos tipus d'efectes sobre els vasos sanguinis:
- Dilatació mitjançada a través de receptors H2
- Contracció mitjançada per receptors H1

Un altre fenomen que involucra receptors histamínics és la broncoconstricció associada a quadres de tipus asmàtic. El cor tampoc escapa de tenir receptors per la histamina, en aquest òrgan els H1 disminueixen la conducció elèctrica, alguns H2 produeixen taquicàrdia. A nivell de la pressió arterial: els H1 l'eleven i els H2 la disminueixen. Els H2 tenen un paper fisiològic en la regulació de la secreció gàstrica. Mentre que els H3 generen efectes diferents, per un costat inhibeix la seva pròpia síntesi i d'altra banda inhibeix l'alliberació de la mateixa en les terminacions nervioses i per consegüent inhibeix la síntesi d'histamina en el sistema nerviós central, pulmons i pell. Es pot dir que la histamina exerceix la seva acció biològica combinant-se amb receptors cel·lulars específics localitzats a la membrana superficial.

## Receptors
La histamina exerceix la seva acció quan es combina amb receptors específics localitzats en les cèl·lules. Hi ha quatre tipus: H1, H2, H3 i H4. Tenen antagonistes específics. Tenen una distribució diferent. Els H3 tenen un important paper en la seva localització presinàptica. Els H4 que se sàpiga no s'expressen en el sistema nerviós central.

### Receptors H1 i H2
Quan s'allibera histamina, actua de manera local o general a nivell de la musculatura llisa i glàndules. Contreu el múscul llis ubicat en els bronquis i intestins, però relaxa altres fibres llises com les que estan en els vasos sanguinis llisos. La histamina també estimula la secreció d'àcid a nivell gàstric. En menor intensitat estimula les terminacions nervioses sensorials i la formació d'edema. El receptor H1 estimula la broncoconstricció i la contracció intestinal. Els receptors H2 estimulen la secreció gàstrica. La vasodilatació en els vasos sanguinis és mitjançada pels receptors H1 i H2.

### Receptors H3 i H4
Els receptors H3 s'expressen predominantment en el SNC, particularment en els ganglis basals, a l'hipocamp i a l'escorça. Aquests actuen com autoreceptors en les neurones histaminergèniques on regulen l'alliberació d'histamina i modulen la d'altres neurotransmissors. Els receptors H4 estan a les cèl·lules immunitàries i d'origen hematopoètic com els eosinòfils I els neutròfils, i també en les vies gastrointestinals. L'activació d'aquests receptors en els eosinòfils indueix un canvi en la morfologia de la cèl·lula, de la seva quimiotaxi i un increment en l'expressió de les molècules d'adherència com CD11b/CD18 i la ICAM – 1, el que suggereix que la histamina que s'allibera de les cèl·lules encebades indueix els receptors H4 al reclutament d'eosinòfils.

## Emmagatzemament i alliberament
Es troba fonamentalment a les cèl·lules encebades del teixit connectiu i basòfils (un tipus de leucòcits) de la sang perifèrica.
A les cèl·lules del nucli tubermamil·lar no s'ha identificat cap sistema de transport específic per neurones histaminèrgiques. Una vegada sintetitzada s'introdueix a les vesícules i sortirà estimulada pel calci.

## Accions
- Neurotransmissor
- Vasodilatador: augment de la permeabilitat capil·lar
- Contracció de múscul llis
- Augment de secreció gàstrica
- Taquicàrdia (augment de freqüència cardíaca)
- Mediador d'hipersensibilitat immediata
- Inducció de mediadors com les prostaglandines
- Regulació del son (ritmes circadiaris)
- Termoregulació
- Regulació neuroendocrina
- Catalèpsia
- Comportament agressiu

### Llocs d'acció de la histamina
Aparell cardiovascular
- Vasodilatació: inclou l'actuació dels receptors H1 i H2 que estan distribuïts en tots els vasos de resistència. Es poden distingir respostes quantitatives diferents quan els receptors són activats per separat. Els receptors H1 tenen més afinitat per la histamina i intervenen en la dilatació per l'òxid nítric, el començament del qual és ràpid i lleu. En canvi, els receptors H2 que estimulen la via adenosin monofosfat cíclic (AMPc)-proteincinasa A en el múscul llis, originen una dilatació que sorgeix amb més lentitud i dura més temps.

- Hiperpermeabilitat capil·lar: Aquest efecte de la histamina en els vasos petits és conseqüència de la sortida de proteïnes plasmàtiques i de líquids cap als espais extracel·lulars, incrementant el flux de la limfa i del seu contingut proteic i de la formació d'edema, els receptors H1 són els que més actuen en aquesta reacció.

- Reacció triple de Lewis: si s'injecta en la dermis, la histamina desencadena una reacció triple que consisteix en una zona de rubor local que s'estén en un radi de mil·límetres al voltant del lloc de la injecció, hiperèmia o eritema que s'estén una mitjana d'1 cm i més enllà de la zona de rubors local i que sorgeix amb més lentitud i una pàpula que s'identifica al cap d'1 o 2 minuts i s'ubica en la mateixa area d'injecció inicial.

- Constricció de vasos de major calibre: la histamina tendeix a contreure els vasos de major calibre en algunes espècies més que en altres. Per exemple, en rosegadors es pot estendre aquesta constricció fins a les arterioles i pot dissimular la vasodilatació dels vasos més fins i pot causar un increment de la resistència perifèrica i hipertensió arterial. Per mediació dels receptors H1 hi pot haver constricció en algunes venes i artèries coronàries de conducció.

- Cor: es modifiquen de forma directa la contractabilitat i els fenòmens elèctrics del cor. Té efecte inotròpic positiu en els músculs auriculars i ventriculars perquè estimula la penetració de calci i té efecte cronotròpic positiu quan incrementa la despolarització diastòlica en el nòdul sinusal. També retarda la conducció auriculoventricular, intensifica l'automatisme i amb altes dosis pot produir arrítmies. Quasi tots els efectes són mediats pels receptors H2, mentre que l'endarreriment de la conducció auriculoventricular és mitjançada per receptors H1.

- Xoc anafilàctic: si s'apliquen grans dosis o és alliberada durant una anafilaxi ocasiona una disminució profunda de la pressió arterial. Amb la dilatació dels vasos fins, s'atrapa una gran quantitat de sang, augmenta la permeabilitat i surt plasma a la circulació i, per tant, disminueix el volum sanguini eficaç, el retorns venosos i el consum cardíac.

Múscul llis extravascular
La histamina contreu i en certa manera relaxa diversos músculs llisos. La contracció és deguda a l'actuació dels receptors H1 i la relaxació és duta a terme, en la seva major part, pels receptors H2. Les respostes varien àmpliament inclòs en una mateixa persona. Dosis petites d'histamina també desencadenen bronco-constricció intensa en humans amb asma bronquial i altres pneumopaties, en persones sanes l'efecte és menys intens. La constricció és duta a terme pels receptors H1 i la relaxació pels receptors H2.
La histamina és un potent secretagog gàstric i desencadena una excreció abundant d'àcid per les cèl·lules parietals, quan actuen els receptors H2. També augmenta la producció de pepsina i factor intrínsec. Tot i així, la secreció d'àcid també es produeix per estimulació del pneumogàstric (vago) i per l'hormona entèrica gastrina. Se sap que la histamina és el mediador predominant de la secreció àcida, perquè el bloqueig dels receptors H2, a més d'erradicar aquesta secreció, en reacció a la histamina, també inhibeix quasi per complet les reaccions a la gastrina o a l'estimulació vagal.

## Interaccions
Els sistema de la histamina neuronal té moltes interaccions amb diversos sistemes de neurotransmissors. Així doncs, els agonistes i antagonistes de la histamina modulen la secreció de la dopamina i la via de regulació de receptors de la histamina, i a la inversa, els agonistes i antagonistes de la dopamina modulen la secreció d'histamina via receptors de dopamina en d'hipotàlem i etriat. Aquesta relació podria estar relacionada amb la interacció entre les neurones d'histamina centrals i el sistema extrapiramidal. Se sap que la histamina indueix catalèpsia, la qual ha estat suggerida com un model animal de la malaltia de Pàrkinson. Els antagonistes de la histamina s'utilitzen com a drogues antiparkinsonianes.

## Paper com a neurotransmissor
La histamina pot actuar com a neuromodulador, modulant o regulant les respostes a altres neurotransmissors. S'ha comprovat que la histamina interacciona amb l'acetilcolina, opiacis, GABA, etc. La histamina incrementa l'excitabilitat de les neurones del sistema nerviós central. Està regulant funcions hipotalèmiques, la relació vigília/son, fam, i potser també funcions vegetatives com el control de la pressió sanguínia o la regulació de la glucosa i els lípids.
Un excés d'histamina pot estar relacionat amb una contracció permanent d'un múscul o grup de músculs provocant distonia. A més del seu paper en funcions fisiològiques s'ha pensat que la histamina té un paper en les malalties degeneratives (esclerosi múltiple, malaltia d'Alzhèimer, malaltia de Pàrkinson). Es creu que la malaltia del Pàrkinson és una malaltia multi-factorial, com factors genètics. Se sap que el MPTP és tòxic per les neurones dopaminergèniques. S'utilitza per forçar una espècie de Pàrkinson en rates. Hi ha un augment en l'alliberació de metabòlits de la histamina i que aquestes cèl·lules són especialment sensibles a la histamina.
S'ha demostrat que la histamina està implicada en la degeneració neuronal i neurotoxicitat. L'encefalopatia de Wernicke és un trastorn caracteritzat per un mal patològic selectiu en la línea mitjana del tàlem, cossos mamil·lars i certs necleos cerebrals. La deficiència de tiamina és un factor crític de l'etiologia d'aquest trastorn. En Langlais, utilitzant un model de rates amb encefalopatia de Wernicke induïda per una deficiència aguda de tiamina piritiamono-induïda (PTD), va apuntar a la mort neuronal induïda per histamina en aquest model. Els nivells d'histamina en el tàlem mitjà i no en altres àrees, es va incrementar en rates en l'etapa de prelesió (80% del control) i es va elevar encara més (380%) en els mateixos animals quan la necrosi era evident. El pretractament amb α-fluorometilhistidina, un inhibidor irreversible de la histidina descarboxilasa, va produir una protecció significativa contra la pèrdua neuronal induïda per PTD en el nucli talàmic anteromedial i intralaminar de la línia mitjana del tàlem.